# リアルインパクト
リアルインパクト（欧字名:Real Impact、2008年5月14日 - ）は、日本の競走馬・種牡馬。おもな勝ち鞍は2011年の安田記念、2015年のジョージライダーステークス。
ディープインパクトの初年度産駒の一頭である。馬名の意味は、本物の衝撃。両親名より連想

## 経歴

### デビュー前
当歳時に生産者であるノーザンファーム代表・吉田勝己と一口馬主法人のキャロットクラブ代表・手嶋龍一によって2009年のセレクトセールに上場されたものの、買い手がつかず3000万円で主取りとなった。そこでセレクトセールにいた調教師の堀宣行に声をかけ、同クラブで4000万円（400口）で募集された。

### 2歳
2010年6月に函館競馬場に入厩。当初は夏開催でデビュー予定だったが、ゲート試験に合格後に疲れが出たため放牧に出された。9月に再度入厩後、順調に調教を積み、10月の東京競馬場の2歳新馬戦で後藤浩輝を鞍上にデビュー。圧倒的1番人気に支持され、レースも3馬身差で快勝した。次走の京王杯2歳ステークスでは中団から馬群を割って追い込むが、外から伸びたグランプリボスに3/4馬身差をつけられ2着。更に朝日杯フューチュリティーステークスではフランシス・ベリーに乗り換わり、直線最内から伸びるもゴール前で再度グランプリボスに交わされ2着に敗れた。

### 3歳

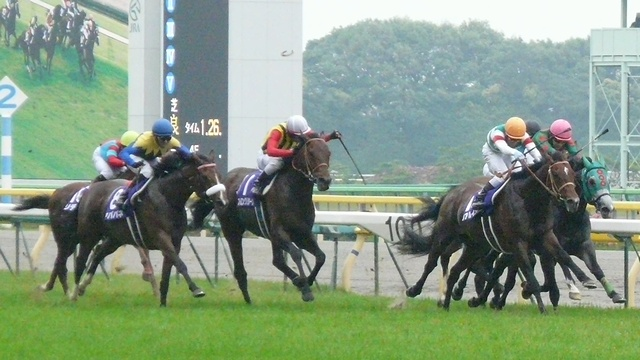
落鉄し宙に舞う蹄鉄
（写真中央上部）

レース後は宮城県の山元トレーニングセンターに放牧に出されたが、3月11日に発生した東北地方太平洋沖地震に遭い、同トレセンでの調整が不可能になった。このため、3日後に美浦トレーニングセンター近郊の牧場に輸送された後、3月18日に美浦トレセンに帰厩した。この影響で調整が遅れ、初戦のニュージーランドトロフィーでは内田博幸を鞍上に迎えて挑むも11着に敗退した。レース後は調子が上向き順調に調教を重ね、NHKマイルカップに臨んだがスタートの出負け、直線で前が壁になるなどスムーズなレースが出来ず、内から伸びてくるも3着に敗退。三度グランプリボスの後塵を拝する。この時点で東京優駿（日本ダービー）に出走可能な収得賞金を保持していたが、距離適性を考慮して日本ダービーの出走登録を見送り、敢えて古馬相手の安田記念に出走。9番人気の低評価ながらも、戸崎圭太を鞍上に3、4番手で進めると直線で抜け出し、右前脚を落鉄しながらも最後は同厩舎のストロングリターンの追撃をクビ差抑え、1分32秒0のタイムで勝利した。同競走において出走した3歳馬は当馬のみで、2004年のメイショウボーラー（11着）以来7年ぶりであった。3歳馬による安田記念（前身の安田賞含む）勝利は第2回のスウヰイスー以来59年ぶり、1984年のグレード制施行により安田記念がGIに指定された1984年以降では初の3歳馬による勝利となった。また、グレード制施行以後に古馬GI競走で1勝馬が勝利したのも史上初である。
夏の休養明け緒戦となった毎日王冠では岩田康誠を鞍上に3番手追走から直線で一旦先頭に立ったが、外から追い込んできたダークシャドウに交わされ2着に終わる。マイルチャンピオンシップに福永祐一騎乗で1番人気で出走、好位で脚を溜めたが直線で伸びず5着に敗退。阪神カップも福永が騎乗し、道中では3番手を追走したが、直線で進路が開かず、内々で詰まってしまい10着に敗退した。

### 4歳
2012年緒戦は2月26日の中山記念。道中好位の3番手につけたが直線で差を詰められず3着。続く4月22日のマイラーズカップでは1番人気に支持され、道中中団を追走したが、直線で失速し18着と殿負けに終わった。連覇がかかった6月3日の安田記念では2番手に位置し直線で一旦先頭に立つも6着に敗れた。秋の初戦10月7日の毎日王冠は道中4番手を追走、直線では弾けるような反応はなく徐々に差を詰める程度で４着に敗れた。続く11月18日鞍上を岩田康誠からR・ムーアに変わって挑んだマイルチャンピオンシップではスローペースの中5番手を追走、直線を向くも伸びずにそのまま5着でゴールした。

### 5歳
2013年緒戦は2月3日の東京新聞杯で鞍上はデクラン･マクドノー。外から好スタートで先団4番手につけたが、その後直線で失速すると馬群に沈み11着に終わった。次走2月24日の中山記念は道中シルポートが大逃げを打つ展開で後方を追走、最後見せ場もなく8着に敗れた。3月31日のダービー卿チャレンジトロフィーは積極的に前を行く作戦で4番手を追走、しかし直線でギアが上がらず12着に敗れた。約6ヶ月半の休みを経て出走した富士ステークスで2着と好走。マイルチャンピオンシップでは10着に敗れた。続く阪神カップで逃げ切り勝ちを収め、安田記念以来約2年6ヶ月ぶりの勝利を挙げた。

### 6歳
2014年は初のスプリント戦となるオーシャンステークスから始動し8着。高松宮記念では不良馬場で力を発揮できず9着に敗れた。再びマイル路線に戻り、安田記念に出走したが高松宮記念と同様に不良馬場が合わず13着と大敗。夏は休養し、11月のキャピタルステークス6着を挟んで阪神カップへ出走。コパノリチャードとの叩き合いを制し、連覇を達成した。

### 7歳
2015年はオーストラリアのG1・ドンカスターマイルに参戦することとなった。現地初戦としてG1・ジョージライダーステークスへの出走を決めた。レースでは先手をとる展開で、直線に入ってからの叩き合いを制し優勝した。続くドンカスターマイルでは2着に敗れた。帰国初戦の安田記念と秋初戦の毎日王冠はともに12着に敗れ、マイルチャンピオンシップでも8着に敗れた。11月28日付けで競走馬登録を抹消した。

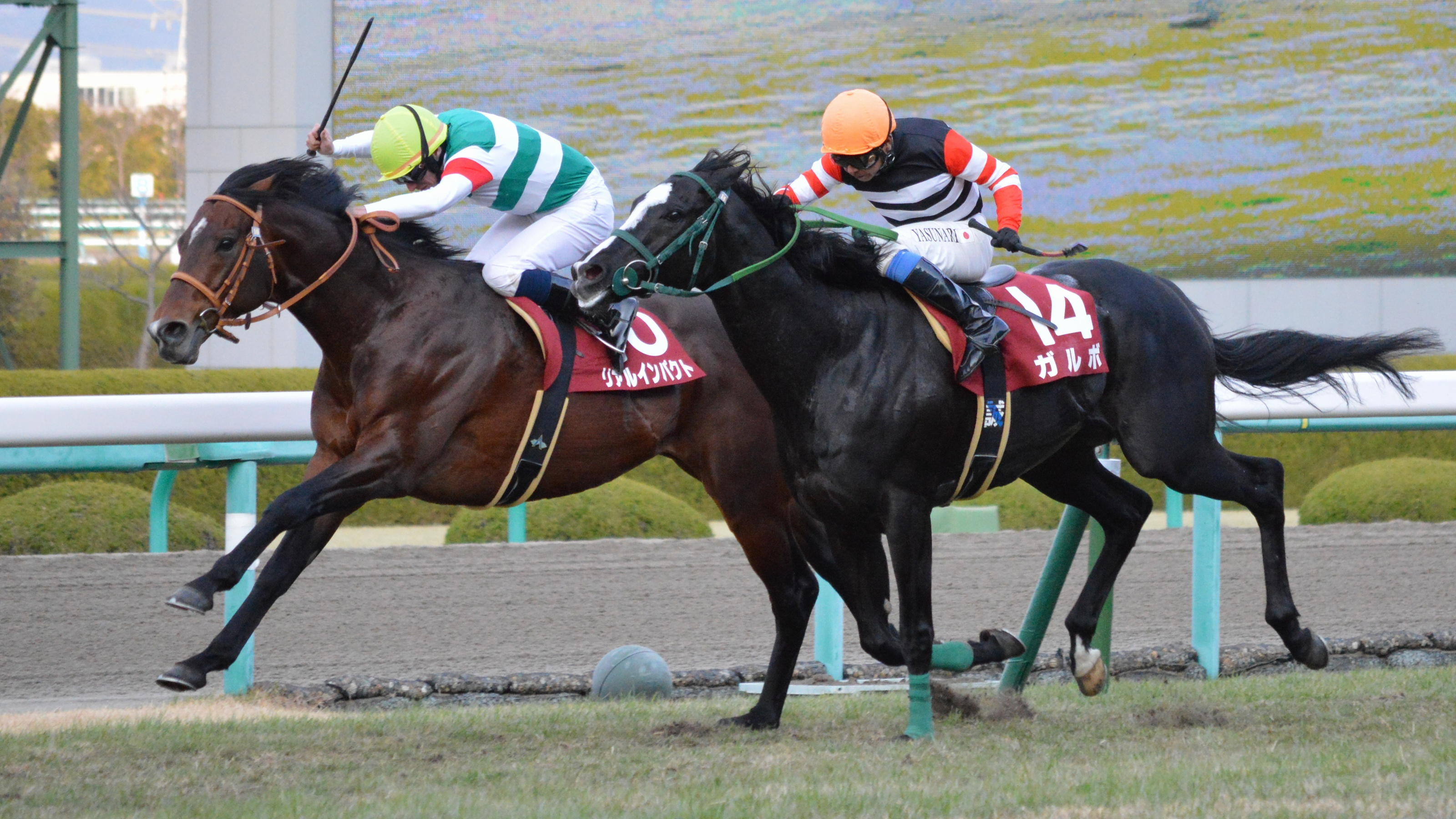
2013年阪神C
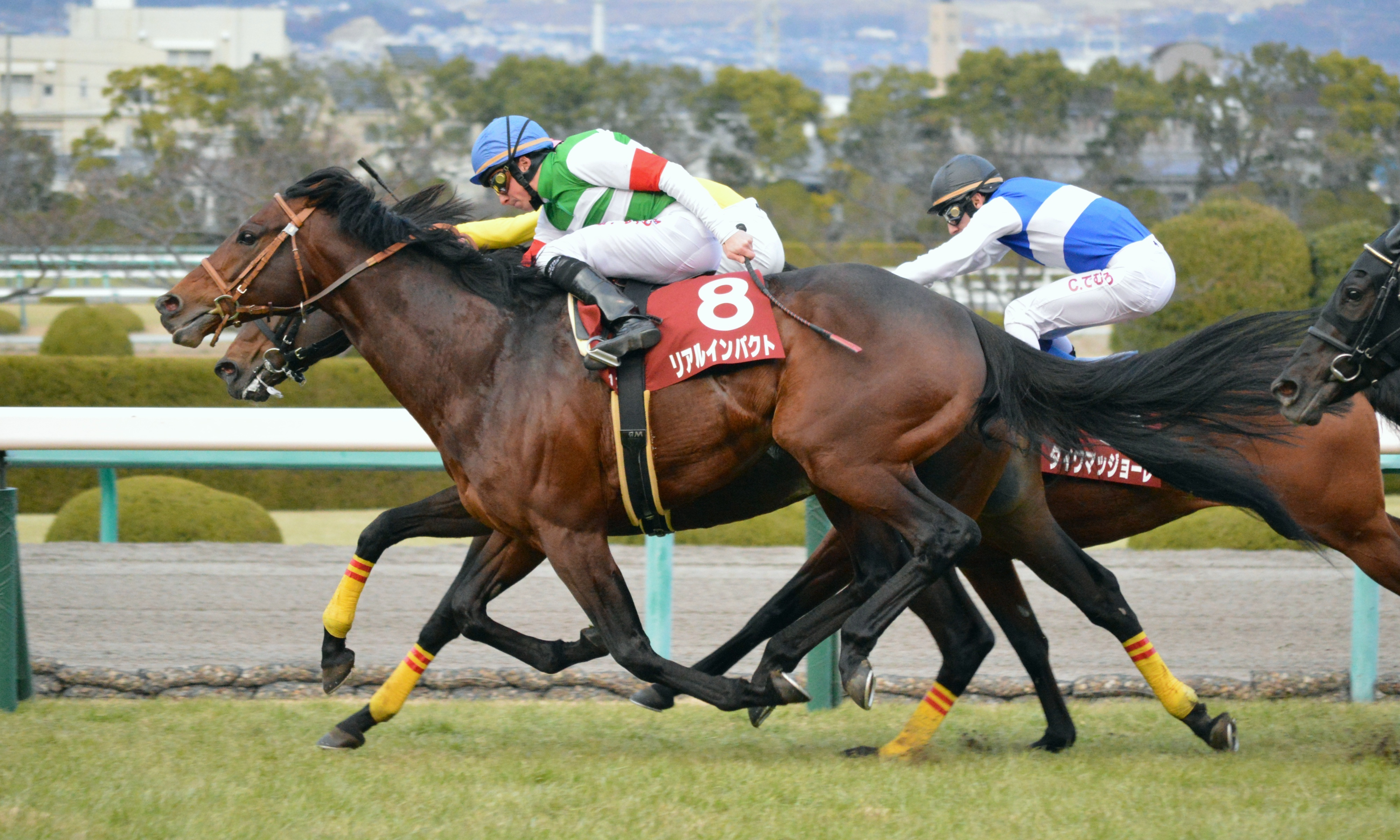
2014年阪神C

## 競走成績
| 競走日     | 競馬場         | 競走名             | 格   | 距離（馬場）  | 頭数 | オッズ （人気） | 着順 | タイム （上り3F） | 着差 | 騎手           | 斤量 [kg] | 1着馬（2着馬）         |
| ---------- | -------------- | ------------------ | ---- | ------------- | ---- | --------------- | ---- | ----------------- | ---- | -------------- | --------- | ---------------------- |
| 2010.10.24 | 東京           | 2歳新馬            |      | 芝1400m（良） | 14   | 01.3（01人）    | 01着 | 1:24.8 (33.4)     | -0.5 | 後藤浩輝       | 55        | （コスモソルフェリノ） |
| 0000.11.13 | 東京           | 京王杯2歳S         | GII  | 芝1400m（良） | 15   | 03.4（02人）    | 02着 | 1:21.9 (33.5)     | -0.1 | 後藤浩輝       | 55        | グランプリボス         |
| 0000.12.19 | 中山           | 朝日杯FS           | GI   | 芝1600m（良） | 16   | 10.3（04人）    | 02着 | 1:34.0 (34.8)     | -0.1 | F.ベリー       | 55        | グランプリボス         |
| 2011.04.09 | 阪神           | ニュージーランドT  | GII  | 芝1600m（良） | 18   | 07.5（04人）    | 11着 | 1:35.0 (33.9)     | -0.5 | 内田博幸       | 56        | エイシンオスマン       |
| 0000.05.08 | 東京           | NHKマイルカップ    | GI   | 芝1600m（良） | 18   | 06.1（04人）    | 03着 | 1:32.5 (34.0)     | -0.3 | 内田博幸       | 57        | グランプリボス         |
| 0000.06.05 | 東京           | 安田記念           | GI   | 芝1600m（良） | 18   | 29.3（09人）    | 01着 | 1:32.0 (34.5)     | -0.0 | 戸崎圭太       | 54        | （ストロングリターン） |
| 0000.10.09 | 東京           | 毎日王冠           | GII  | 芝1800m（良） | 11   | 06.8（02人）    | 02着 | 1:46.7 (33.2)     | -0.0 | 岩田康誠       | 57        | ダークシャドウ         |
| 0000.11.20 | 京都           | マイルCS           | GI   | 芝1600m（稍） | 18   | 04.2（01人）    | 05着 | 1:34.3 (35.1)     | -0.4 | 福永祐一       | 56        | エイシンアポロン       |
| 0000.12.17 | 阪神           | 阪神カップ         | GII  | 芝1400m（良） | 18   | 02.8（01人）    | 10着 | 1:21.4 (35.8)     | -0.9 | 福永祐一       | 56        | サンカルロ             |
| 2012.02.26 | 中山           | 中山記念           | GII  | 芝1800m（良） | 11   | 10.0（04人）    | 03着 | 1:48.1 (35.3)     | -0.8 | 岩田康誠       | 57        | フェデラリスト         |
| 0000.04.22 | 京都           | マイラーズカップ   | GII  | 芝1600m（良） | 18   | 06.0（01人）    | 18着 | 1:34.8 (36.3)     | -1.6 | 岩田康誠       | 58        | シルポート             |
| 0000.06.03 | 東京           | 安田記念           | GI   | 芝1600m（良） | 18   | 20.4（12人）    | 06着 | 1:31.9 (35.4)     | -0.6 | 岩田康誠       | 58        | ストロングリターン     |
| 0000.10.07 | 東京           | 毎日王冠           | GII  | 芝1800m（良） | 16   | 18.6（07人）    | 04着 | 1:45.3 (34.2)     | -0.3 | 岩田康誠       | 57        | カレンブラックヒル     |
| 0000.11.18 | 京都           | マイルCS           | GI   | 芝1600m（稍） | 18   | 16.8（09人）    | 05着 | 1:33.2 (34.6)     | -0.3 | R.ムーア       | 57        | サダムパテック         |
| 2013.02.03 | 東京           | 東京新聞杯         | GIII | 芝1600m（良） | 16   | 11.1（06人）    | 11着 | 1:34.1 (34.5)     | -1.2 | D.マクドノー   | 56        | クラレント             |
| 0000.02.24 | 中山           | 中山記念           | GII  | 芝1800m（良） | 15   | 11.7（07人）    | 08着 | 1:47.8 (35.5)     | -0.5 | 内田博幸       | 57        | ナカヤマナイト         |
| 0000.03.31 | 中山           | ダービー卿CT       | GIII | 芝1600m（良） | 16   | 12.9（07人）    | 12着 | 1:33.3 (35.6)     | -0.7 | 和田竜二       | 58        | トウケイヘイロー       |
| 0000.10.19 | 東京           | 富士S              | GIII | 芝1600m（良） | 15   | 29.6（09人）    | 02着 | 1:33.6 (33.8)     | -0.1 | 戸崎圭太       | 58        | ダノンシャーク         |
| 0000.11.17 | 京都           | マイルCS           | GI   | 芝1600m（良） | 18   | 34.1（13人）    | 10着 | 1:33.2 (34.7)     | -0.8 | 戸崎圭太       | 57        | トーセンラー           |
| 0000.12.23 | 阪神           | 阪神カップ         | GII  | 芝1400m（良） | 18   | 15.4（08人）    | 01着 | 1:21.4 (34.8)     | -0.0 | R.ムーア       | 57        | （ガルボ）             |
| 2014.03.08 | 中山           | オーシャンS        | GIII | 芝1200m（良） | 16   | 06.4（02人）    | 08着 | 1:09.6 (34.5)     | -0.7 | 戸崎圭太       | 57        | スマートオリオン       |
| 0000.03.30 | 中京           | 高松宮記念         | GI   | 芝1200m（不） | 18   | 16.7（07人）    | 09着 | 1:13.3 (37.6)     | -1.1 | 戸崎圭太       | 57        | コパノリチャード       |
| 0000.06.08 | 東京           | 安田記念           | GI   | 芝1600m（不） | 17   | 85.7（14人）    | 13着 | 1:38.4 (39.2)     | -1.6 | 戸崎圭太       | 58        | ジャスタウェイ         |
| 0000.11.30 | 東京           | キャピタルS        | OP   | 芝1600m（良） | 16   | 08.4（04人）    | 06着 | 1:33.8 (35.0)     | -0.2 | R.ムーア       | 58        | シェルビー             |
| 0000.12.27 | 阪神           | 阪神カップ         | GII  | 芝1400m（良） | 18   | 14.4（08人）    | 01着 | 1:20.7 (34.7)     | -0.0 | W.ビュイック   | 57        | （コパノリチャード）   |
| 2015.03.21 | ローズヒル     | ジョージライダーS  | G1   | 芝1500m（稍） | 14   |                 | 01着 | 1:28.29           | -0.1 | J.マクドナルド | 59        | （Criterion）          |
| 0000.04.06 | ランドウィック | ドンカスターマイル | G1   | 芝1600m（重） | 20   |                 | 02着 |                   | -1.8 | J.マクドナルド | 55        | Kermadec               |
| 0000.06.07 | 東京           | 安田記念           | GI   | 芝1600m（良） | 17   | 13.1（06人）    | 12着 | 1:32.9 (35.6)     | -0.9 | 内田博幸       | 58        | モーリス               |
| 0000.10.11 | 東京           | 毎日王冠           | GII  | 芝1800m（良） | 13   | 48.3（12人）    | 12着 | 1:46.6 (34.7)     | -1.0 | C.ルメール     | 58        | エイシンヒカリ         |
| 0000.11.22 | 京都           | マイルCS           | GI   | 芝1600m（良） | 18   | 95.9（17人）    | 08着 | 1:33.3 (33.2)     | -0.5 | H.ボウマン     | 57        | モーリス               |

## 種牡馬時代
競走馬引退後は2016年より種牡馬となり、社台スタリオンステーションで繋養される。
同年のシーズンオフからはシャトル種牡馬としてオーストラリアのアローフィールドスタッドで繋養される。
2019年のファーストシーズンサイアーランキングで3位となる。初年度産駒からラウダシオンがNHKマイルカップを勝ち、初重賞かつ初GI制覇となった。
2021年より優駿スタリオンステーションで繋養されることになった。

### 主な産駒
太字はGI・JpnIを示す

#### グレード制重賞優勝馬
- 2017年産
  - ラウダシオン（2020年NHKマイルカップ、2021年京王杯スプリングカップ）
  - ルナーインパクト / Lunar Impact（2021年ウェストオーストラリアンオークス（英語版）[26]）[27]
  - カウントドルピー / Count De Rupee（2022年ヴィクトリーステークス）[28]
- 2020年産
  - モズメイメイ（2023年チューリップ賞、葵ステークス、2024年アイビスサマーダッシュ）[29]

#### 地方重賞優勝馬
- 2018年産
  - ティーズダンキー（2021年梅桜賞）
- 2020年産
  - プルタオルネ（2022年平和賞）[30]
- 2021年産
  - ベルベストランナー（2024年オパールカップ）

## 血統表
| リアルインパクトの血統（サンデーサイレンス系 / Nothirdchance 5×5） | リアルインパクトの血統（サンデーサイレンス系 / Nothirdchance 5×5）  | リアルインパクトの血統（サンデーサイレンス系 / Nothirdchance 5×5） | （血統表の出典） | （血統表の出典） |
| 父 ディープインパクト 2002 鹿毛 北海道早来町                       | 父の父*サンデーサイレンス Sunday Silence 1986 青鹿毛 アメリカ       | Halo                                                               | Hail to Reason   | Hail to Reason   |
| 父 ディープインパクト 2002 鹿毛 北海道早来町                       | 父の父*サンデーサイレンス Sunday Silence 1986 青鹿毛 アメリカ       | Halo                                                               | Cosmah           |                  |
| 父 ディープインパクト 2002 鹿毛 北海道早来町                       | 父の父*サンデーサイレンス Sunday Silence 1986 青鹿毛 アメリカ       | Wishing Well                                                       | Understanding    | Understanding    |
| 父 ディープインパクト 2002 鹿毛 北海道早来町                       | 父の父*サンデーサイレンス Sunday Silence 1986 青鹿毛 アメリカ       | Wishing Well                                                       | Mountain Flower  |                  |
| 父 ディープインパクト 2002 鹿毛 北海道早来町                       | 父の母*ウインドインハーヘア Wind in Her Hair 1991 鹿毛 アイルランド | Alzao                                                              | Lyphard          | Lyphard          |
| 父 ディープインパクト 2002 鹿毛 北海道早来町                       | 父の母*ウインドインハーヘア Wind in Her Hair 1991 鹿毛 アイルランド | Alzao                                                              | Lady Rebecca     |                  |
| 父 ディープインパクト 2002 鹿毛 北海道早来町                       | 父の母*ウインドインハーヘア Wind in Her Hair 1991 鹿毛 アイルランド | Burghclere                                                         | Burghclere       | Burghclere       |
| 父 ディープインパクト 2002 鹿毛 北海道早来町                       | 父の母*ウインドインハーヘア Wind in Her Hair 1991 鹿毛 アイルランド | Burghclere                                                         | Highclere        |                  |
| 母 *トキオリアリティー Tokio Reality 1994 栗毛 アメリカ            | 母の父Meadow Lake 1983 栗毛 アメリカ                                | Hold Your Peace                                                    | Speak John       | Speak John       |
| 母 *トキオリアリティー Tokio Reality 1994 栗毛 アメリカ            | 母の父Meadow Lake 1983 栗毛 アメリカ                                | Hold Your Peace                                                    | Blue Moon        |                  |
| 母 *トキオリアリティー Tokio Reality 1994 栗毛 アメリカ            | 母の父Meadow Lake 1983 栗毛 アメリカ                                | Suspicious Native                                                  | Raise a Native   | Raise a Native   |
| 母 *トキオリアリティー Tokio Reality 1994 栗毛 アメリカ            | 母の父Meadow Lake 1983 栗毛 アメリカ                                | Suspicious Native                                                  | Be Suspicious    |                  |
| 母 *トキオリアリティー Tokio Reality 1994 栗毛 アメリカ            | 母の母What a Reality 1978 栗毛 アメリカ                             | In Reality                                                         | Intentionally    | Intentionally    |
| 母 *トキオリアリティー Tokio Reality 1994 栗毛 アメリカ            | 母の母What a Reality 1978 栗毛 アメリカ                             | In Reality                                                         | My Dear Girl     |                  |
| 母 *トキオリアリティー Tokio Reality 1994 栗毛 アメリカ            | 母の母What a Reality 1978 栗毛 アメリカ                             | What Will Be                                                       | Crozier          | Crozier          |
| 母 *トキオリアリティー Tokio Reality 1994 栗毛 アメリカ            | 母の母What a Reality 1978 栗毛 アメリカ                             | What Will Be                                                       | Solabar F-No.3-i |                  |

- 半兄にオーシャンステークス勝ちのアイルラヴァゲイン（父：エルコンドルパサー）、半弟にクイーンエリザベス2世カップを制したネオリアリズム（父：ネオユニヴァース）[31]がいる。
- 半妹ウィルパワーの仔に安田記念・マイルチャンピオンシップ優勝馬インディチャンプ、シルクロードステークス優勝馬アウィルアウェイがいる。